# Поирино
Поирино (итал. Poirino) је насеље у Италији у округу Торино, региону Пијемонт.
Према процени из 2011. у насељу је живело 6686 становника. Насеље се налази на надморској висини од 257 м.

## Становништво
Према резултатима пописа становништва 2011. у општини је живело 10.220 становника.
| 1931. | 1936. | 1951. | 1961. | 1971. | 1981. | 1991. | 2001. | 2011.  |
| ----- | ----- | ----- | ----- | ----- | ----- | ----- | ----- | ------ |
| 5.764 | 5.691 | 5.573 | 5.413 | 6.233 | 7.830 | 8.750 | 8.962 | 10.220 |